# Valentine Theodore Schaaf
Valentine Theodore Schaaf OFM (ur. 18 marca 1883 w Cincinnati, zm. 1 grudnia 1946 w Rzymie) – amerykański franciszkanin, kapłan katolicki, generał Zakonu Braci Mniejszych w latach 1945–1946, prawnik.

## Życiorys
Theodore Schaaf urodził się w Cincinnati w stanie Ohio 18 marca 1883. Do franciszkanów wstąpił 15 sierpnia 1901 w Klasztorze św. Antoniego w Mount Airy w Cincinnati. Uroczystą profesję zakonną złożył 8 września 1905, przyjmując imię zakonne Walenty. Po ukończeniu studiów filozoficzno-teologicznych przyjął święcenia kapłańskie 29 czerwca 1909 w seminarium w Oldenburgu w Indianie z rąk bpa Denisa O'Donaghue'a. Następnie przez 9 lat pracował jako nauczyciel w szkole. Po zakończeniu I wojny światowej wysłano go studia z prawa kanonicznego na Amerykańskim Uniwersytecie Katolickim w Waszyngtonie. W 1921 obronił pracę doktorską. W 1933 został dziekanem wydziału prawa. W 1939 został wybrany definitorem generalnym swojego zakonu. Przeniósł się do Rzymu. Przebywając w Rzymie, był wykładowcą na Antonianum. W 1940 został konsultorem Świętej Kongregacji ds. Dyscypliny Sakramentów. Po śmierci ministra generalnego Leonarda Marii Bellego papież wyznaczył o. Schaafa na generała zakonu. Zmarł, pełniąc urząd 1 grudnia 1946 w Rzymie. Został pochowany w bazylice Matki Bożej Ołtarza Niebiańskiego w Rzymie.